# Wybrzeże koralowe

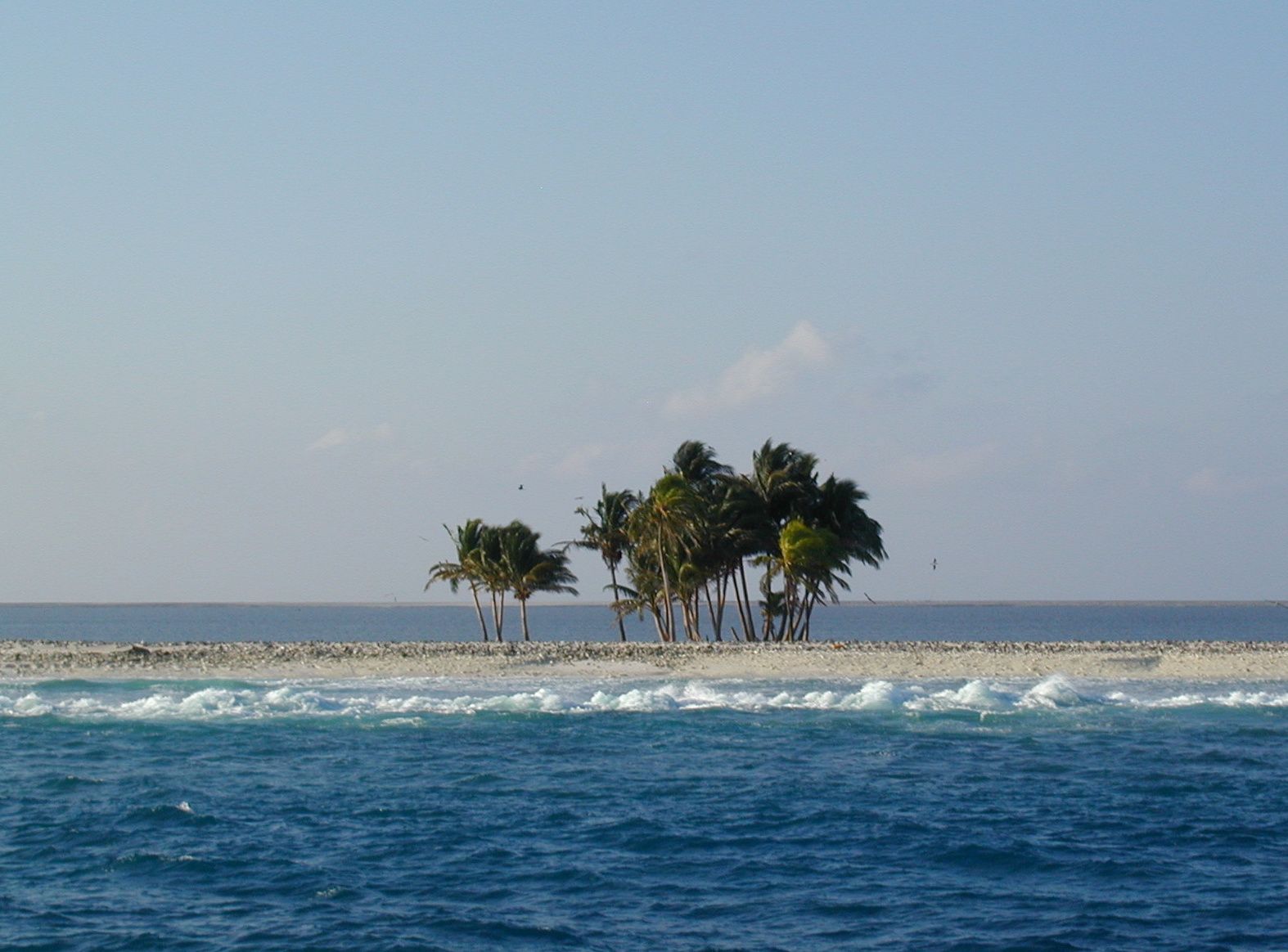
Koralowy atol Wyspa Clippertona

Wybrzeże koralowe (rafowe) – typ wybrzeża organogenicznego. Występuje ono w strefie zwrotnikowej, w ciepłych morzach oraz w strefie pływów o dużych amplitudach, ale przy niewielkiej energii fal. Udział w ich budowie mają korale – organizmy z podgromady koralowców (Corrallium). W skład rafy wchodzą także mszywioły, stułbiopławy i wapienne wodorosty. W pobliżu brzegu tworzą one rafy koralowe. Rafy tworzą też bariery w pewnym oddaleniu od brzegu, a wtedy na nich skupia się największa energia fal i brzeg jest chroniony przed ich niszczącą działalnością. Między wybrzeżem a barierą występuje często płytka laguna. Po stronie rafy wybrzeże ma stoki łagodne, zaś od strony morza strome. Brzeg może narastać pod wpływem plątaniny powstałej przez korzenie słonolubnych roślin. Wybrzeża tego typu możemy spotkać na: Sri Lance, Tunezji, Sumatrze, Nowej Gwinei, Kubie, Belize, Kolumbii, Zatoce Bengalskiej.